# سینتیا (فیلم)
سینتیا (انگلیسی: Cynthia) فیلمی در ژانر کمدی-درام به کارگردانی رابرت زی. لنرد است که در سال ۱۹۴۷ منتشر شد.

## بازیگران
- الیزابت تیلور
- جرج مورفی
- مری آستور
- جین لوکارت
- اسپرینگ باینگتون
- آنا کیو. نیلسن
- جیمی لایدن
- اسکاتی بکت
- ویل رایت
- سکه ساکال
- کتلین هاوارد